# Sankt Michael in Obersteiermark
Sankt Michael in Obersteiermark is een gemeente in de Oostenrijkse deelstaat Stiermarken, en maakt deel uit van het district Leoben.
Sankt Michael in Obersteiermark telt 3258 inwoners.
Stadsgemeenten:
Eisenerz ·
Leoben ·
Trofaiach

Marktgemeenten:
Kalwang ·
Kammern im Liesingtal ·
Kraubath an der Mur ·
Mautern in Steiermark ·
Niklasdorf ·
Sankt Michael in Obersteiermark ·
Sankt Peter-Freienstein ·
Vordernberg

Overige gemeenten:
Proleb ·
Radmer ·
Sankt Stefan ob Leoben ·
Traboch ·
Wald am Schoberpaß
- Gemeinsame Normdatei: 4105325-4
- Library of Congress Control Number: n90715506
- Nationale Bibliotheek van Israël: 987007565254405171
- Virtual International Authority File: 127974664
- WorldCat: E39PBJfrPq7ppC3f3Y9rHwvWDq